# Kielbrust

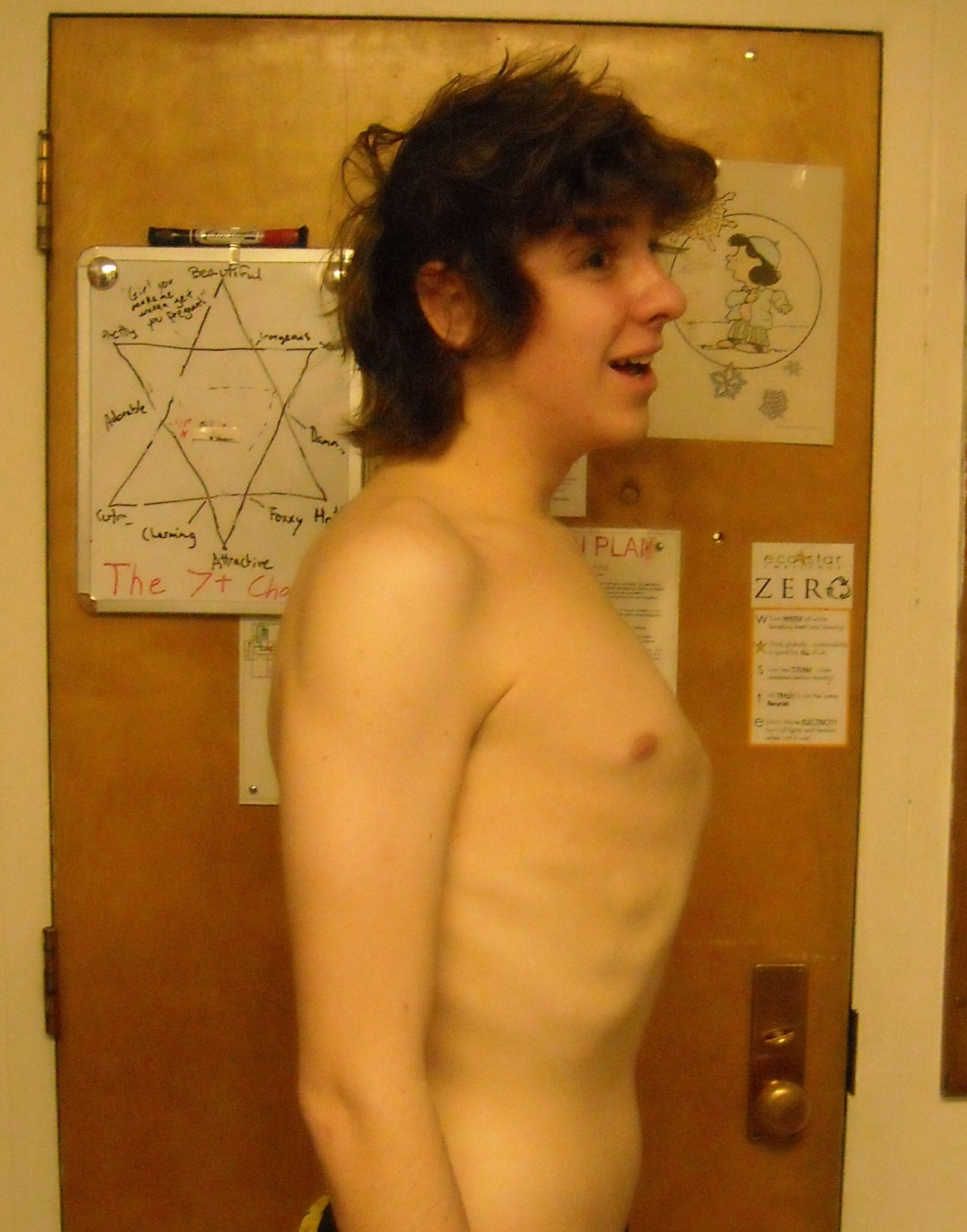
Kielbrust

Die Kielbrust oder Hühnerbrust (lateinisch Pectus carinatum) ist durch eine kielförmige Vorwölbung des Brustbeins gekennzeichnet, die für die Betroffenen – vor allem in der Pubertät – ein psychisch belastendes ästhetisches Problem darstellen kann.
Umgangssprachlich bezeichnet man eine nicht vorhandene Ausprägung des Musculus pectoralis major ebenfalls als „Hühnerbrust“ (Poland-Syndrom).

## Ursache
Man vermutet als Ursache der Kielbrust ein übermäßiges Wachstum des Knorpels an den Rippen und dadurch hervorgerufen eine Vorwölbung des Brustbeines. Ein genauer Vererbungsmodus ist nicht bekannt; eine familiäre Häufung verschiedener Brustwanddeformitäten ist aber zu beobachten. Hier kommen in einigen Familien sowohl Deformitäten in Form einer Kiel- als auch Trichterbrust vor. Bei beiden Brustwandveränderungen sowie asymmetrischer Zwischenstufen ist ein Knorpelfehlwachstum anzunehmen.
Eine Kielbrust kann sich sekundär ausbilden bei
- Skoliose mit starkem Rippenbuckel
- Mukopolysaccharidose
- Marfan-Syndrom
- Ehlers-Danlos-Syndrom
- thorakalem Emphysem[1]
- Rachitis[2]

## Klinik
Es liegt eine asymmetrische Vorwölbung des Brustbeines oder von Teilen desselben vor. Grundsätzlich sind damit keine Funktionsstörungen von Herz oder Lunge verbunden. Allerdings findet sich gehäuft ein Morbus Scheuermann.

## Therapie
In Einzelfällen mag es ausreichen, den Patienten bzw. die Eltern des Kindes über die Harmlosigkeit des Befundes aufzuklären. Bei stärkeren Ausprägungsgraden ist das weitere Vorgehen von der eventuellen Beeinträchtigung des Selbstwertgefühls abhängig. Bestehen keine (subjektiven) Probleme, ist eine Therapie nicht angebracht.

### Psychologische Betreuung
Jenen Patienten, bei denen nur geringfügige Veränderungen bestehen und somit das kosmetische Problem im Vordergrund steht, kann ggf. eine psychologische Betreuung empfohlen werden. Diese ist auch empfehlenswert, wenn bei stark ausgeprägter Trichterbrust und großem Leidensdruck die Angst vor der Operation (noch) überwiegt.

### Operative Behandlung
Bei starker psychischer Belastung (und einem objektiven Befund) ist eine operative Korrektur angezeigt. Hierbei wird ein analoges Vorgehen wie bei der Trichterbrust gewählt.
Entweder werden Teile der Rippen und des Brustbeines entfernt, oder es wird ein Metallbügel in der OP-Technik nach Nuss implantiert, der den Kiel herunterdrückt. Bevor man eine solche Operation ins Auge fasst, sollte man sich eingehend von dem Operateur über das Operationsverfahren, die eventuell auftretenden Komplikationen sowie die Nachbehandlung informieren lassen. Nach der Operation kann eine sog. Anschlussheilbehandlung (AHB) durchgeführt werden. Die Beweglichkeit sowie die Lungenfunktion können hierdurch verbessert werden, Verklebungen durch Narbenbildungen gemindert, Schmerzen und Schwellungen durch physikalische Maßnahmen reduziert werden.

### Behandlung durch Bandage
Dabei wird eine Pelotte um die Brust geschnallt, die das Brustbein wieder in die normale Form bringen soll. Dadurch wird das Brustbein je nach Einstellung mehr oder weniger stark eingedrückt. Diese Behandlungsform ist bei jüngeren Kindern erfolgversprechender, da noch mehr Körperwachstum erfolgt. Die Tragedauer liegt in den meisten Fällen zwischen 6 und 12 Monaten, wobei es manchmal auch länger dauern kann.